# Arttu Lappi
Arttu Lappi, född 11 maj 1984 i Kuopio i landskapet Norra Savolax i Östra Finlands län, är en finländsk tidigare backhoppare. Han representerade skidföreningen Puijon Hiihtoseura i hemstaden Kuopio. 

## Karriär
Arttu Lappi debuterade internationellt i kontinentalcupen på hemmaplan i stora backen i Kuusamo 17 december 2001. Han blev då nummer 27. Lappi deltog i junior-VM i Schonach januari 2002. Där blev han nummer 44 i den individuella tävlingen, men blev junior-världsmästare i lagtävlingen tillsammans med finska junior-laget.
Lappis första tävling i världscupen var i Lahtis 1 mars 2002 då han blev nummer 8. Lappi platsade i finländska världscuplaget säsongen 2002/2003 och också i finska VM-laget. I Skid-VM 2003 i Val di Fiemme i Italien blev Lappi nummer 12 i individuella tävlingen i stora backen. I lagtävlingen i normalbacken blev han nummer 6, 25,5 poäng efter dubble världsmästaren Adam Małysz från Polen och 6,0 poäng från en bronsmedalj. I lagtävlingen vann han guld tillsammans med lagkamraterna Janne Ahonen, Tami Kiuru och Matti Hautamäki. Finland vann klart före Japan och Norge.
Arttu Lappi deltog också i Skid-VM 2007 i Sapporo i Japan. Där blev han nummer 22 (i normalbacken) och nummer 11 i stora backen. I lagtävlingen blev han nummer 4 med finländska laget. 
Lappi skadade sig 2005 och placerades utanför landslaget, men kom tillbaks säsongen 2006/2007 och blev nummer 6 sammanlagt i tysk-österrikiska backhopparveckan och nummer 15 totalt i världscupen. Lappi skadade sig igen februari 2009 och avslutade backhoppskarriären 2010.